# Авилес, Оскар
Оскар Авилес (исп. Óscar Guillermo Avilés; 24 марта 1924, Кальяо — 5 апреля 2014, Лима) — перуанский певец, музыкант, гитарист, аранжировщик и композитор. Один из самых любимых и узнаваемых музыкантов Música criolla — жанра перуанской музыки в Перу.
Известен почётным титулом «La Primera Guitarra del Perú» (Первый гитарист Перу).

## Биография
Родился в семье известного перуанского фотографа. С детства любил креольскую музыку. Игре на гитаре научился у своей бабушки. Позже, в 1936—1938 годах изучал гитару в Национальной консерватории.
Музыкальную карьеру начал в 1939 году, в возрасте 15 лет в дуэте братьев La Limeñita y Ascoy. В 1942 году выступал в группе Núñez, Arteaga & Avilés, вместе с которой выиграл радиоконкурс, организованный газетой «La Noche», в результате которого его стали называть La Primera Guitarra del Perú, титул, который он сохранил на протяжении всей музыкальной жизни. В последующем выступал со многими известными ансамблями и музыкальными группами, аккомпанировал видным певцам и певицам Перу. Власти города Кальяо в 1995 году решили присвоить имя Оскара Авилеса  улице на которой он родился, и установили мемориальную доску на фасаде его  родного дома.
Обладатель несколько наград (в том числе, звание Почётного доктора Университета Сан-Маркос) и множества золотых пластинок.

## Дискография
1. ¡Otra vez Avilés!
2. Nueva dimensión bailable
3. Mi corazón: Alicia Maguiña y Óscar Avilés
4. Óscar Avilés presenta…
5. Así nomás
6. Dialogando (con Chabuca Granda)
7. Es decir
8. Cuatro voces y un estilo: Los Zañartu y Óscar Avilés.
9. Avilés y sus invitados
10. Desde los Andes al Mar
11. Juntos I y II: Alicia Maguiña y Óscar Avilés.
12. Esta vez los García y Avilés.
13. Viva el Perú…! Carajo.
14. Y ahora…Avilés con Banda.
15. En Fiesta Criolla… Pancho Jiménez y Oscar Avilés
16. Solo Avilés.
17. Valses peruanos eternos I y II (con Augusto Valderrama).
18. En Sabor y Guapeo
19. Gente morena
20. Gabriela Ortega y Óscar Avilés
21. Cecilia Bracamonte con Óscar Avilés
22. Óscar Avilés y Víctor Cuadros
23. Jesús Vásquez con la guitarra de Óscar Avilés
24. Homenaje a Chabuca Granda: Oscar Avilés y Fetiche
25. Chabuca Grande de América con el Mariachi Vargas
26. ¡¡¡Que tal trío!!!
27. Valseando festejos
28. Seguimos valseando festejos
29. Los Dávalos con Óscar Avilés
30. Avilés… 40 años
31. ¡Son nuestros!
32. Únicos
33. Les traemos… El Chacombo
34. Siempre juntos
35. Se sobraron: Óscar Avilés y Julio Mori.
36. Arturo «Zambo» Cavero y Óscar Avilés
37. Sabor y más sabor: Lucila Campos.
38. El Gran Pinglo también compuso.
39. Un Perú en Sinfonía (con Víctor Cuadros).
40. Corazón de Tinta Roja : Dayanne Valdivia.
41. Oscar Avilés con…
42. Los Bronces de Lucho Neves
43. Pinglo y Chabuca.
44. Cofre de los recuerdos con Los Embajadores Criollos.